# City Park Poznań
City Park – kompleks apartamentowy, hotelowy, handlowy i gastronomiczny w Poznaniu. Znajduje się na Grunwaldzie na obszarze jednostki pomocniczej Osiedle Św. Łazarz w rejonie ulic Wojskowej-Wyspiańskiego-Ułańskiej. Położony w sąsiedztwie Areny oraz parku im. Jana Kasprowicza.

## Opis

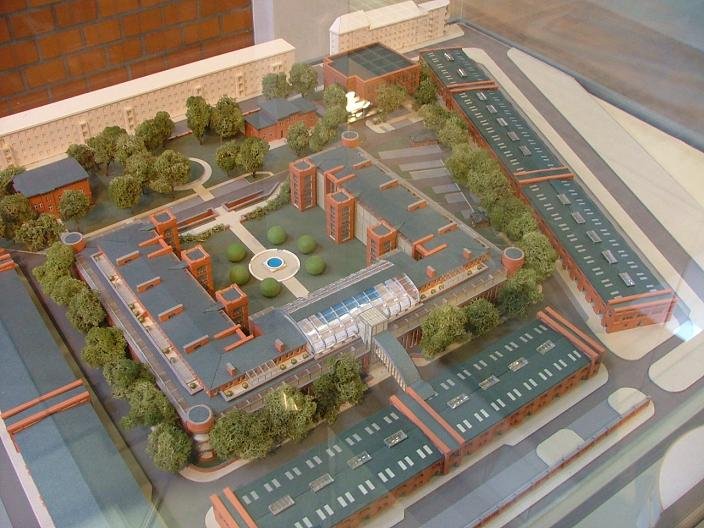
Makieta osiedla City Park

W związku z historycznym znaczeniem miejsca (dawne koszary ułanów), nad realizowaną inwestycją czuwał miejski konserwator zabytków. Architektura osiedla nawiązuje do istniejących tam historycznych zabudowań wojskowych zarówno w sferze elementów elewacyjnych (dominuje czerwona cegła), jak i detali architektonicznych. Kompleks składa się z 3 budynków A, B, C, z których dwa pierwsze są po rewitalizacji dawnych koszar wojskowych. Budynek A i B to obiekty dwukondygnacyjne zaś C pięciokondygnacyjny. Na terenie kompleksu znajdują się apartamenty, sklepy, galerie oraz obiekty sportowe – basen i fitness club (Wellness SPARK). W obrębie założenia funkcjonuje luksusowy hotel City Park Hotel & Residence, delikatesy, cukiernia, sushi bar, trattoria, kawiarnia, Whisky Bar 88, Cigar Lounge, restauracja Mielżynski, śródziemnomorska restauracja CUCINA oraz restauracja Hugo - jedna z czterech w Polsce posiadających rekomendację Slow Food (2013). Kompleks ma charakter półotwarty: bramy są zamykane na noc, w dzień można wejść do części ogólnodostępnej.
Założenie było nominowane do nagrody architektonicznej PYRAmida 2007, w kategorii Budynki mieszkaniowe wielorodzinne.

## Kwatera reprezentacji Irlandii i Chorwacji
City Park Hotel & Residence po kilkukrotnych wizytach władz UEFA został wybrany oficjalnym obiektem noclegowym dla drużyn Irlandii oraz Chorwacji podczas rozgrywek Euro 2012.